# Major League Soccer 2019
Navigation
Édition précédente Édition suivante
La Major League Soccer 2019 est la 24e saison de la Major League Soccer, le championnat professionnel de soccer d'Amérique du Nord. Elle est composée de vingt-quatre équipes (vingt-et-une des États-Unis et trois du Canada). À partir de cette saison, la formation de FC Cincinnati se rajoute à la MLS.
Trois des quatre places qualificatives des États-Unis pour la Ligue des champions de la CONCACAF 2020 y sont attribuées. La première est décernée au vainqueur de la Coupe de la Major League Soccer, la deuxième place revient au vainqueur du MLS Supporters' Shield, la troisième à l'autre équipe terminant première de sa conférence en saison régulière tandis que la dernière est attribuée au vainqueur de la Lamar Hunt US Open Cup.

## Les vingt-quatre franchises participantes

### Carte
| Rapids FC Dallas Sporting Dynamo Los Angeles FC Galaxy Real Salt Lake Earthquakes Sounders Minnesota Timbers Whitecaps Fire Crew D.C. United Impact Revolution Orlando City Union Red Bulls New York · City FC Toronto FC Atlanta FC Cincinnati |

| - Association de l'Ouest - Rapids du Colorado - FC Dallas - Dynamo de Houston - Sporting Kansas City - Galaxy de Los Angeles - Los Angeles FC - Minnesota United - Timbers de Portland - Real Salt Lake - Earthquakes de San José - Sounders de Seattle - Whitecaps de Vancouver | - Association de l'Est - Atlanta United - Fire de Chicago - FC Cincinnati (N) - Crew de Columbus - D.C. United - Impact de Montréal - Orlando City SC - New York City FC - Revolution de la Nouvelle-Angleterre - Red Bulls de New York - Union de Philadelphie - Toronto FC |

### Stades
| Atlanta United        | Fire de Chicago   | FC Cincinnati     | Rapids du Colorado         | Crew SC de Columbus | D.C. United       |
| --------------------- | ----------------- | ----------------- | -------------------------- | ------------------- | ----------------- |
| Mercedes-Benz Stadium | SeatGeek Stadium  | Nippert Stadium   | Dick's Sporting Goods Park | Mapfre Stadium      | Audi Field        |
| Capacité : 42 500     | Capacité : 20 000 | Capacité : 35 061 | Capacité : 18 061          | Capacité : 19 968   | Capacité : 20 000 |
|                       |                   |                   |                            |                     |                   |

| FC Dallas         | Dynamo de Houston | Galaxy de Los Angeles      | Los Angeles FC             | Minnesota United  | Impact de Montréal |
| ----------------- | ----------------- | -------------------------- | -------------------------- | ----------------- | ------------------ |
| Toyota Stadium    | BBVA Stadium      | Dignity Health Sports Park | Banc of California Stadium | Allianz Field     | Stade Saputo       |
| Capacité : 22 039 | Capacité : 27 000 | Capacité : 22 000          | Capacité : 21 895          | Capacité : 19 400 | Capacité : 20 801  |
|                   |                   |                            |                            |                   |                    |

| New York City Football Club | Red Bulls de New York | Revolution de la Nouvelle-Angleterre | Orlando City SC   | Union de Philadelphie | Timbers de Portland |
| --------------------------- | --------------------- | ------------------------------------ | ----------------- | --------------------- | ------------------- |
| Yankee Stadium              | Red Bull Arena        | Gillette Stadium                     | Exploria Stadium  | Talen Energy Stadium  | Providence Park     |
| Capacité : 20 500           | Capacité : 25 000     | Capacité : 20 000                    | Capacité : 25 500 | Capacité : 18 500     | Capacité : 21 144   |
|                             |                       |                                      |                   |                       |                     |

| Real Salt Lake    | Earthquakes de San José | Sounders FC de Seattle | Sporting de Kansas City | Toronto FC        | Whitecaps de Vancouver |
| ----------------- | ----------------------- | ---------------------- | ----------------------- | ----------------- | ---------------------- |
| Rio Tinto Stadium | Avaya Stadium           | CenturyLink Field      | Children's Mercy Park   | BMO Field         | BC Place               |
| Capacité : 20 213 | Capacité : 18 000       | Capacité : 39 419      | Capacité : 18 500       | Capacité : 30 000 | Capacité : 22 120      |
|                   |                         |                        |                         |                   |                        |

### Entraîneurs et capitaines
| Équipe                               | Entraîneur                 | Capitaine          |
| ------------------------------------ | -------------------------- | ------------------ |
| Atlanta United                       | Frank de Boer              | Michael Parkhurst  |
| Fire de Chicago                      | Veljko Paunović            | Dax McCarty        |
| FC Cincinnati                        | Ron Jans                   | Kendall Waston     |
| Rapids du Colorado                   | Robin Fraser               | Tim Howard         |
| Crew de Columbus                     | Caleb Porter               | Wil Trapp          |
| D.C. United                          | Ben Olsen                  | Wayne Rooney       |
| FC Dallas                            | Luchi Gonzalez             | Matt Hedges        |
| Dynamo de Houston                    | Davy Arnaud                | DaMarcus Beasley   |
| Galaxy de Los Angeles                | Guillermo Barros Schelotto | Zlatan Ibrahimović |
| Los Angeles FC                       | Bob Bradley                | Carlos Vela        |
| Minnesota United                     | Adrian Heath               | Osvaldo Alonso     |
| Impact de Montréal                   | Wilmer Cabrera             | Ignacio Piatti     |
| New York City FC                     | Domènec Torrent            | Alexander Ring     |
| Red Bulls de New York                | Chris Armas                | Luis Robles        |
| Revolution de la Nouvelle-Angleterre | Bruce Arena                | Carles Gil         |
| Orlando City SC                      | James O'Connor             | Nani               |
| Union de Philadelphie                | Jim Curtin                 | Alejandro Bedoya   |
| Timbers de Portland                  | Giovanni Savarese          | Diego Valeri       |
| Real Salt Lake                       | Freddy Juarez              | Kyle Beckerman     |
| Earthquakes de San José              | Matías Almeyda             | Chris Wondolowski  |
| Sounders de Seattle                  | Brian Schmetzer            | Nicolás Lodeiro    |
| Sporting de Kansas City              | Peter Vermes               | Matt Besler        |
| Toronto FC                           | Greg Vanney                | Michael Bradley    |
| Whitecaps de Vancouver               | Marc Dos Santos            | Jon Erice          |

### Changements d'entraîneurs
| Équipe                               | Entraîneur sortant | Motif         | Date de départ | Entraîneur entrant      | Date d'arrivée |
| ------------------------------------ | ------------------ | ------------- | -------------- | ----------------------- | -------------- |
| Rapids du Colorado                   | Anthony Hudson     | Licenciement  | 1er mai 2019   | Conor Casey (intérim)   | 1er mai 2019   |
| FC Cincinnati                        | Alan Koch          | Licenciement  | 7 mai 2019     | Yoann Damet (intérim)   | 7 mai 2019     |
| Revolution de la Nouvelle-Angleterre | Brad Friedel       | Licenciement  | 9 mai 2019     | Mike Lapper (intérim)   | 9 mai 2019     |
| Revolution de la Nouvelle-Angleterre | Mike Lapper        | Fin d'intérim | 14 mai 2019    | Bruce Arena             | 14 mai 2019    |
| FC Cincinnati                        | Yoann Damet        | Fin d'intérim | 4 août 2019    | Ron Jans                | 4 août 2019    |
| Real Salt Lake                       | Mike Petke         | Licenciement  | 10 août 2019   | Freddy Juarez (intérim) | 11 août 2019   |
| Dynamo de Houston                    | Wilmer Cabrera     | Licenciement  | 13 août 2019   | Davy Arnaud (intérim)   | 13 août 2019   |
| Impact de Montréal                   | Rémi Garde         | Licenciement  | 21 août 2019   | Wilmer Cabrera          | 21 août 2019   |
| Rapids du Colorado                   | Conor Casey        | Fin d'intérim | 25 août 2019   | Robin Fraser            | 25 août 2019   |

## Format de la compétition
Les rencontres se répartissent comme suit :
- 2 matchs (un à domicile et un à l'extérieur) contre les onze autres équipes de son association
- 1 match à domicile contre six équipes de l'association opposée
- 1 match à l'extérieur contre les six autres équipes de l'association opposée

La meilleure équipe de chaque association est qualifiée pour les demi-finales d'associations. Les équipes finissant entre la deuxième et la septième place dans chaque association s'affrontent dans un match éliminatoire de quart de finale. L'équipe vainqueure du match entre le quatrième et le cinquième affronte le premier de son association en demi-finale de conférence. Les deux autres équipes s'affrontant dans l'autre demi-finale.
En cas d'égalité, les critères suivants départagent les équipes :
1. Nombre de victoires
2. Différence de buts générale
3. Nombre de buts marqués
4. Classement du fair-play
5. Différence de buts à l'extérieur
6. Nombre de buts marqués à l'extérieur
7. Tirage à la pièce[11]

## Saison régulière

### Classements des conférences Ouest et Est
| Rang | Équipe                  | Pts | J  | G  | N  | P  | Bp | Bc | Diff |
| ---- | ----------------------- | --- | -- | -- | -- | -- | -- | -- | ---- |
| 1    | Los Angeles FC          | 72  | 34 | 21 | 9  | 4  | 85 | 37 | +48  |
| 2    | Sounders de Seattle     | 56  | 34 | 16 | 8  | 10 | 52 | 49 | +3   |
| 3    | Real Salt Lake          | 53  | 34 | 16 | 5  | 13 | 46 | 41 | +5   |
| 4    | Minnesota United        | 53  | 34 | 15 | 8  | 11 | 52 | 43 | +9   |
| 5    | Galaxy de Los Angeles   | 51  | 34 | 16 | 3  | 15 | 58 | 59 | -1   |
| 6    | Timbers de Portland     | 49  | 34 | 14 | 7  | 13 | 52 | 49 | +3   |
| 7    | FC Dallas               | 48  | 34 | 13 | 9  | 12 | 54 | 46 | +8   |
| 8    | Earthquakes de San José | 44  | 34 | 13 | 5  | 16 | 52 | 55 | -3   |
| 9    | Rapids du Colorado      | 42  | 34 | 12 | 6  | 16 | 58 | 63 | -5   |
| 10   | Dynamo de Houston       | 40  | 34 | 12 | 4  | 18 | 49 | 59 | -10  |
| 11   | Sporting Kansas City    | 38  | 34 | 10 | 8  | 16 | 49 | 67 | -18  |
| 12   | Whitecaps de Vancouver  | 34  | 34 | 8  | 10 | 16 | 37 | 59 | -22  |

| Rang | Équipe                               | Pts | J  | G  | N  | P  | Bp | Bc | Diff |
| ---- | ------------------------------------ | --- | -- | -- | -- | -- | -- | -- | ---- |
| 1    | New York City FC                     | 64  | 34 | 18 | 10 | 6  | 63 | 42 | +21  |
| 2    | Atlanta United T C                   | 58  | 34 | 18 | 4  | 12 | 58 | 43 | +15  |
| 3    | Union de Philadelphie                | 55  | 34 | 16 | 7  | 11 | 58 | 50 | +8   |
| 4    | Toronto FC                           | 50  | 34 | 13 | 11 | 10 | 57 | 52 | +5   |
| 5    | D.C. United                          | 50  | 34 | 13 | 11 | 10 | 42 | 38 | +4   |
| 6    | Red Bulls de New York                | 48  | 34 | 14 | 6  | 14 | 53 | 51 | +2   |
| 7    | Revolution de la Nouvelle-Angleterre | 45  | 34 | 11 | 12 | 11 | 50 | 57 | -7   |
| 8    | Fire de Chicago                      | 42  | 34 | 10 | 12 | 12 | 55 | 47 | +8   |
| 9    | Impact de Montréal                   | 41  | 34 | 12 | 5  | 17 | 47 | 60 | -13  |
| 10   | Crew de Columbus                     | 38  | 34 | 10 | 8  | 16 | 39 | 47 | -8   |
| 11   | Orlando City SC                      | 37  | 34 | 9  | 10 | 15 | 44 | 52 | -8   |
| 12   | FC Cincinnati                        | 24  | 34 | 6  | 6  | 22 | 31 | 75 | -44  |

- MLS Supporters' Shield et qualification automatique pour les demi-finales de conférence
- Franchise directement qualifiée pour les demi-finales de conférence
- Qualification pour le premier tour des séries éliminatoires

T : Tenant du titre

C : Vainqueur de la Lamar Hunt US Open Cup 2019 et qualification pour la Ligue des champions de la CONCACAF 2020

### Résultats

#### Matchs inter-conférences
| Résultats (▼dom., ►ext.)                                   | ATL | CHI | CIN | CLB | DCU | MTL | NYFC | N.-A. | NYRB | ORL | PHI | TOR |
| Rapids du Colorado                                         |     |     | 3-1 | 3-2 | 2-3 | 6-3 | 1-2  | 1-2   |      |     |     |     |
| FC Dallas                                                  |     |     | 3-1 |     | 2-0 |     | 1-1  | 1-1   | 1-3  |     |     | 3-0 |
| Dynamo de Houston                                          |     | 0-1 |     | 2-0 | 2-1 | 2-1 |      |       | 4-0  | 2-1 |     |     |
| Los Angeles FC                                             | 4-3 | 0-0 | 2-0 |     |     | 4-2 |      |       | 4-2  |     |     | 1-1 |
| Galaxy de Los Angeles                                      |     | 2-1 |     |     |     | 2-1 | 0-2  | 1-2   |      |     | 2-0 | 2-0 |
| Minnesota United                                           |     |     | 7-1 | 1-0 | 1-0 |     | 3-3  |       |      | 1-1 | 2-3 |     |
| Timbers de Portland                                        | 0-2 | 3-2 |     |     | 0-1 |     |      | 2-2   | 0-2  | 1-1 |     |     |
| Real Salt Lake                                             | 2-1 |     |     | 1-0 |     |     | 3-1  |       |      | 2-1 | 4-0 | 3-0 |
| Earthquakes de San José                                    |     | 4-1 | 1-0 | 1-1 |     | 1-2 |      |       |      | 3-0 | 1-2 |     |
| Sounders de Seattle                                        | 2-1 |     | 4-1 |     |     |     |      | 3-3   | 4-2  | 2-1 |     | 3-2 |
| Sporting Kansas City                                       | 0-3 | 1-0 |     |     |     | 7-1 |      | 4-4   | 2-2  |     | 2-0 |     |
| Whitecaps de Vancouver                                     | 0-1 |     |     | 1-1 | 1-0 |     | 1-3  |       |      |     | 1-1 | 1-1 |
| - Victoire à domicile - Match nul - Victoire à l'extérieur |     |     |     |     |     |     |      |       |      |     |     |     |

| Résultats (▼dom., ►ext.)                                   | COL | DAL | HOU | LAFC | LAG | MIN | POR | RSL | SJ  | SEA | SKC | VAN |
| Atlanta United                                             | 1-0 | 1-2 | 5-0 |      | 3-0 | 3-0 |     |     | 3-1 |     |     |     |
| Fire de Chicago                                            | 4-1 | 4-0 |     |      |     | 2-0 |     | 1-1 |     | 2-4 |     | 1-1 |
| FC Cincinnati                                              |     |     | 3-2 |      | 0-2 |     | 3-0 | 0-3 |     |     | 1-1 | 1-2 |
| Crew SC de Columbus                                        |     | 1-0 |     | 0-3  | 3-1 |     | 1-3 |     |     | 1-2 | 0-1 |     |
| D.C. United                                                |     |     |     | 0-4  | 2-1 |     |     | 5-0 | 1-1 | 2-0 | 1-0 |     |
| Impact de Montréal                                         |     | 3-3 |     |      |     | 2-3 | 2-1 | 2-1 |     | 2-1 |     | 2-1 |
| New York City FC                                           |     |     | 3-2 | 2-2  |     |     | 0-1 |     | 2-1 | 3-0 | 3-1 |     |
| Revolution de la Nouvelle-Angleterre                       |     |     | 2-1 | 0-2  |     | 2-1 |     | 0-0 | 3-1 |     |     | 4-0 |
| Red Bulls de New York                                      | 0-2 |     |     |      | 3-2 | 1-2 |     | 4-0 | 4-1 |     |     | 2-2 |
| Orlando City SC                                            | 4-3 | 2-0 |     | 2-2  | 0-1 |     |     |     |     |     | 1-0 | 1-0 |
| Union de Philadelphie                                      | 1-1 | 2-1 | 2-1 | 1-1  |     |     | 1-3 |     |     | 0-0 |     |     |
| Toronto FC                                                 | 3-2 |     | 1-3 |      |     | 4-3 | 1-2 |     | 1-2 |     | 2-2 |     |
| - Victoire à domicile - Match nul - Victoire à l'extérieur |     |     |     |      |     |     |     |     |     |     |     |     |

#### Matchs intra-conférences

##### Conférence de l'Ouest
| Résultats (▼dom., ►ext.)                                   | COL | DAL | HOU | LAFC | LAG | MIN | POR | RSL | SJ  | SEA | SKC | VAN |
| Rapids du Colorado                                         |     | 3-0 | 1-4 | 1-0  | 2-1 | 1-0 | 3-3 | 2-3 | 2-1 | 2-0 | 1-1 | 2-3 |
| FC Dallas                                                  | 2-1 |     | 5-1 | 1-1  | 2-0 | 5-3 | 2-1 | 0-0 | 0-0 | 2-1 | 6-0 | 2-2 |
| Dynamo de Houston                                          | 2-2 | 2-1 |     | 1-3  | 4-2 | 2-0 | 1-1 | 1-1 | 2-1 | 0-1 | 1-1 | 3-2 |
| Los Angeles FC                                             | 3-1 | 2-0 | 3-1 |      | 3-3 | 0-2 | 4-1 | 2-1 | 4-0 | 4-1 | 2-1 | 6-1 |
| Galaxy de Los Angeles                                      | 0-1 | 2-0 | 2-1 | 3-2  |     | 3-2 | 2-1 | 2-1 | 1-3 | 2-2 | 7-2 | 3-4 |
| Minnesota United                                           | 1-0 | 1-0 | 1-0 | 1-1  | 0-0 |     | 1-0 | 3-1 | 3-1 | 1-1 | 2-1 | 0-0 |
| Timbers de Portland                                        | 2-2 | 1-0 | 4-0 | 2-3  | 4-0 | 0-0 |     | 1-0 | 3-1 | 1-2 | 2-1 | 3-1 |
| Real Salt Lake                                             | 2-0 | 2-4 | 2-1 | 0-2  | 1-2 | 1-1 | 1-2 |     | 1-0 | 3-0 | 2-0 | 1-0 |
| Earthquakes de San José                                    | 3-1 | 2-2 | 2-0 | 0-5  | 3-0 | 0-3 | 3-0 | 1-0 |     | 0-1 | 4-1 | 3-1 |
| Sounders de Seattle                                        | 2-0 | 0-0 | 1-0 | 1-1  | 4-3 | 1-0 | 1-2 | 1-0 | 2-2 |     | 2-3 | 1-0 |
| Sporting Kansas City                                       | 2-3 | 0-2 | 1-0 | 1-5  | 0-2 | 1-0 | 2-2 | 1-2 | 2-1 | 3-2 |     | 1-1 |
| Whitecaps de Vancouver                                     | 2-2 | 2-1 | 2-1 | 1-0  | 0-2 | 2-3 | 1-0 | 0-1 | 1-3 | 0-0 | 0-3 |     |
| - Victoire à domicile - Match nul - Victoire à l'extérieur |     |     |     |      |     |     |     |     |     |     |     |     |

##### Conférence de l'Est
| Résultats (▼dom., ►ext.)                                   | ATL | CHI | CIN | CLB | DCU | MTL | NYFC | N.-A. | NYRB | ORL | PHI | TOR |
| Atlanta United                                             |     | 2-0 | 1-1 | 1-3 | 2-0 | 2-1 | 2-1  | 3-1   | 3-3  | 1-0 | 1-1 | 2-0 |
| Fire de Chicago                                            | 5-1 |     | 1-2 | 2-2 | 0-0 | 3-2 | 1-1  | 5-0   | 1-0  | 1-1 | 2-0 | 2-2 |
| FC Cincinnati                                              | 0-2 | 0-0 |     | 1-3 | 1-4 | 2-1 | 1-4  | 0-2   | 0-2  | 1-1 | 0-2 | 1-5 |
| Crew SC de Columbus                                        | 2-0 | 1-1 | 2-2 |     | 0-1 | 2-1 | 2-2  | 1-0   | 1-1  | 0-2 | 2-0 | 2-2 |
| D.C. United                                                | 2-0 | 3-3 | 0-0 | 3-1 |     | 0-0 | 0-2  | 2-2   | 1-2  | 1-0 | 1-5 | 1-1 |
| Impact de Montréal                                         | 1-1 | 1-0 | 0-1 | 1-0 | 0-3 |     | 0-2  | 0-0   | 3-0  | 0-3 | 4-0 | 0-2 |
| New York City FC                                           | 4-1 | 1-0 | 5-2 | 1-0 | 0-0 | 0-0 |      | 2-1   | 2-1  | 1-1 | 4-2 | 1-1 |
| Revolution de la Nouvelle-Angleterre                       | 0-2 | 2-1 | 0-2 | 0-2 | 1-1 | 0-3 | 2-0  |       | 1-0  | 4-1 | 1-1 | 1-1 |
| Red Bulls de New York                                      | 1-0 | 3-1 | 1-0 | 2-3 | 0-0 | 1-2 | 2-1  | 1-1   |      | 0-1 | 2-0 | 2-0 |
| Orlando City SC                                            | 0-1 | 2-5 | 5-1 | 1-0 | 1-2 | 1-3 | 2-2  | 3-3   | 0-1  |     | 1-3 | 0-2 |
| Union de Philadelphie                                      | 3-1 | 2-0 | 2-0 | 3-0 | 3-1 | 3-0 | 1-2  | 6-1   | 3-2  | 2-2 |     | 1-3 |
| Toronto FC                                                 | 3-2 | 2-2 | 2-1 | 1-0 | 0-0 | 2-1 | 4-0  | 3-2   | 3-1  | 1-1 | 1-2 |     |
| - Victoire à domicile - Match nul - Victoire à l'extérieur |     |     |     |     |     |     |      |       |      |     |     |     |

## Séries éliminatoires

### Règlement
Quatorze équipes se qualifient pour les séries éliminatoires (soit sept équipes par conférence). La première équipe de chaque conférence se qualifie directement pour les demi-finales de conférence. Pour les matchs en quarts, la deuxième équipe de la conférence de l'Ouest recevra la septième, la troisième recevra la sixième tandis que la quatrième recevra la cinquième de cette même association. Il en est de même pour la conférence de l'Est.
Ce tour se déroule en un seul match, avec prolongation et tirs au but éventuels.
La meilleure équipe de chaque conférence affronte en demi-finale de conférence, l'équipe vainqueure du match entre le quatrième et le cinquième, l'autre demi-finale de chaque conférence mettant aux prises les deux autres équipes gagnantes de leur quart de finale.
Depuis cette saison 2019, et pour réduire la durée des séries éliminatoires, les demi-finales se jouent sur une seule rencontre, et non en format aller-retour comme auparavant.
La finale MLS a lieu sur le terrain de la meilleure équipe en phase régulière.
Cette finale se déroule aussi en un seul match, avec prolongation et tirs au but pour départager si nécessaire les équipes.
Le gagnant du championnat se qualifie pour la Ligue des champions de la CONCACAF 2020. Si cette équipe s'était qualifiée pour cette compétition, la place est redistribuée à la meilleure équipe de la saison régulière non encore qualifiée pour cette compétition.

### Résultats
|  | Premier tour                            | Premier tour                            | Premier tour             | Premier tour             |                        |                        | Demi-finales de conférence | Demi-finales de conférence | Demi-finales de conférence | Demi-finales de conférence |  |  | Finales de conférence | Finales de conférence | Finales de conférence | Finales de conférence |  |  | MLS Cup 2019 | MLS Cup 2019 | MLS Cup 2019 | MLS Cup 2019 |
|  |                                         |                                         |                          |                          |                        |                        |                            |                            |                            |                            |  |  |                       |                       |                       |                       |  |  |              |              |              |              |
|  |                                         |                                         |                          |                          |                        |                        |                            |                            |                            |                            |  |  |                       |                       |                       |                       |  |  |              |              |              |              |
|  |                                         |                                         |                          |                          |                        |                        |                            |                            |                            |                            |  |  |                       |                       |                       |                       |  |  |              |              |              |              |
|  |                                         |                                         |                          |                          |                        |                        |                            |                            |                            |                            |  |  |                       |                       |                       |                       |  |  |              |              |              |              |
|  |                                         |                                         |                          |                          |                        |                        |                            |                            |                            |                            |  |  |                       |                       |                       |                       |  |  |              |              |              |              |
|  | E1 New York City FC                     | E1 New York City FC                     | 1                        | 1                        |                        |                        |                            |                            |                            |                            |  |  |                       |                       |                       |                       |  |  |              |              |              |              |
|  | E1 New York City FC                     | E1 New York City FC                     | 1                        | 1                        |                        |                        |                            |                            |                            |                            |  |  |                       |                       |                       |                       |  |  |              |              |              |              |
|  |                                         |                                         | E4 Toronto FC            | E4 Toronto FC            | 2                      | 2                      |                            |                            |                            |                            |  |  |                       |                       |                       |                       |  |  |              |              |              |              |
|  | E4 Toronto FC a. p.                     | E4 Toronto FC a. p.                     | E4 Toronto FC            | E4 Toronto FC            | 2                      | 2                      | 5                          | 5                          |                            |                            |  |  |                       |                       |                       |                       |  |  |              |              |              |              |
|  | E4 Toronto FC a. p.                     | E4 Toronto FC a. p.                     |                          |                          |                        |                        |                            | 5                          |                            |                            |  |  |                       |                       |                       |                       |  |  |              |              |              |              |
|  | E5 D.C. United                          | E5 D.C. United                          | 1                        | 1                        |                        |                        |                            |                            |                            |                            |  |  |                       |                       |                       |                       |  |  |              |              |              |              |
|  | E5 D.C. United                          | E5 D.C. United                          | 1                        | 1                        | E4 Toronto FC          | E4 Toronto FC          | 2                          | 2                          |                            |                            |  |  |                       |                       |                       |                       |  |  |              |              |              |              |
|  |                                         |                                         |                          |                          | E4 Toronto FC          | E4 Toronto FC          | 2                          | 2                          |                            |                            |  |  |                       |                       |                       |                       |  |  |              |              |              |              |
|  |                                         |                                         | E2 Atlanta United        | E2 Atlanta United        | 1                      | 1                      |                            |                            |                            |                            |  |  |                       |                       |                       |                       |  |  |              |              |              |              |
|  | E2 Atlanta United                       | E2 Atlanta United                       | E2 Atlanta United        | E2 Atlanta United        | 1                      | 1                      | 1                          | 1                          |                            |                            |  |  |                       |                       |                       |                       |  |  |              |              |              |              |
|  | E2 Atlanta United                       | E2 Atlanta United                       |                          |                          |                        |                        |                            | 1                          |                            |                            |  |  |                       |                       |                       |                       |  |  |              |              |              |              |
|  | E7 Revolution de la Nouvelle-Angleterre | E7 Revolution de la Nouvelle-Angleterre | 0                        | 0                        |                        |                        |                            |                            |                            |                            |  |  |                       |                       |                       |                       |  |  |              |              |              |              |
|  | E7 Revolution de la Nouvelle-Angleterre | E7 Revolution de la Nouvelle-Angleterre | 0                        | 0                        | E2 Atlanta United      | E2 Atlanta United      | 2                          | 2                          |                            |                            |  |  |                       |                       |                       |                       |  |  |              |              |              |              |
|  |                                         |                                         |                          |                          | E2 Atlanta United      | E2 Atlanta United      | 2                          | 2                          |                            |                            |  |  |                       |                       |                       |                       |  |  |              |              |              |              |
|  |                                         |                                         | E3 Union de Philadelphie | E3 Union de Philadelphie | 0                      | 0                      |                            |                            |                            |                            |  |  |                       |                       |                       |                       |  |  |              |              |              |              |
|  | E3 Union de Philadelphie a. p.          | E3 Union de Philadelphie a. p.          | E3 Union de Philadelphie | E3 Union de Philadelphie | 0                      | 0                      | 4                          | 4                          |                            |                            |  |  |                       |                       |                       |                       |  |  |              |              |              |              |
|  | E3 Union de Philadelphie a. p.          | E3 Union de Philadelphie a. p.          |                          |                          |                        |                        |                            | 4                          |                            |                            |  |  |                       |                       |                       |                       |  |  |              |              |              |              |
|  | E6 Red Bulls de New York                | E6 Red Bulls de New York                | 3                        | 3                        |                        |                        |                            |                            |                            |                            |  |  |                       |                       |                       |                       |  |  |              |              |              |              |
|  | E6 Red Bulls de New York                | E6 Red Bulls de New York                | 3                        | 3                        | E4 Toronto FC          | E4 Toronto FC          | 1                          | 1                          |                            |                            |  |  |                       |                       |                       |                       |  |  |              |              |              |              |
|  |                                         |                                         |                          |                          | E4 Toronto FC          | E4 Toronto FC          | 1                          | 1                          |                            |                            |  |  |                       |                       |                       |                       |  |  |              |              |              |              |
|  |                                         |                                         | O2 Sounders de Seattle   | O2 Sounders de Seattle   | 3                      | 3                      |                            |                            |                            |                            |  |  |                       |                       |                       |                       |  |  |              |              |              |              |
|  |                                         |                                         |                          |                          | 3                      | 3                      |                            |                            |                            |                            |  |  |                       |                       |                       |                       |  |  |              |              |              |              |
|  |                                         |                                         |                          |                          |                        |                        |                            |                            |                            |                            |  |  |                       |                       |                       |                       |  |  |              |              |              |              |
|  |                                         |                                         |                          |                          |                        |                        |                            |                            |                            |                            |  |  |                       |                       |                       |                       |  |  |              |              |              |              |
|  | O1 Los Angeles FC                       | O1 Los Angeles FC                       | 5                        | 5                        |                        |                        |                            |                            |                            |                            |  |  |                       |                       |                       |                       |  |  |              |              |              |              |
|  | O1 Los Angeles FC                       | O1 Los Angeles FC                       | 5                        | 5                        |                        |                        |                            |                            |                            |                            |  |  |                       |                       |                       |                       |  |  |              |              |              |              |
|  |                                         |                                         | O5 Galaxy de Los Angeles | O5 Galaxy de Los Angeles | 3                      | 3                      |                            |                            |                            |                            |  |  |                       |                       |                       |                       |  |  |              |              |              |              |
|  | O4 Minnesota United                     | O4 Minnesota United                     | O5 Galaxy de Los Angeles | O5 Galaxy de Los Angeles | 3                      | 3                      | 1                          | 1                          |                            |                            |  |  |                       |                       |                       |                       |  |  |              |              |              |              |
|  | O4 Minnesota United                     | O4 Minnesota United                     |                          |                          |                        |                        |                            | 1                          |                            |                            |  |  |                       |                       |                       |                       |  |  |              |              |              |              |
|  | O5 Galaxy de Los Angeles                | O5 Galaxy de Los Angeles                | 2                        | 2                        |                        |                        |                            |                            |                            |                            |  |  |                       |                       |                       |                       |  |  |              |              |              |              |
|  | O5 Galaxy de Los Angeles                | O5 Galaxy de Los Angeles                | 2                        | 2                        | O1 Los Angeles FC      | O1 Los Angeles FC      | 1                          | 1                          |                            |                            |  |  |                       |                       |                       |                       |  |  |              |              |              |              |
|  |                                         |                                         |                          |                          | O1 Los Angeles FC      | O1 Los Angeles FC      | 1                          | 1                          |                            |                            |  |  |                       |                       |                       |                       |  |  |              |              |              |              |
|  |                                         |                                         | O2 Sounders de Seattle   | O2 Sounders de Seattle   | 3                      | 3                      |                            |                            |                            |                            |  |  |                       |                       |                       |                       |  |  |              |              |              |              |
|  | O2 Sounders de Seattle a. p.            | O2 Sounders de Seattle a. p.            | O2 Sounders de Seattle   | O2 Sounders de Seattle   | 3                      | 3                      | 4                          | 4                          |                            |                            |  |  |                       |                       |                       |                       |  |  |              |              |              |              |
|  | O2 Sounders de Seattle a. p.            | O2 Sounders de Seattle a. p.            |                          |                          |                        |                        |                            | 4                          |                            |                            |  |  |                       |                       |                       |                       |  |  |              |              |              |              |
|  | O7 FC Dallas                            | O7 FC Dallas                            | 3                        | 3                        |                        |                        |                            |                            |                            |                            |  |  |                       |                       |                       |                       |  |  |              |              |              |              |
|  | O7 FC Dallas                            | O7 FC Dallas                            | 3                        | 3                        | O2 Sounders de Seattle | O2 Sounders de Seattle | 2                          | 2                          |                            |                            |  |  |                       |                       |                       |                       |  |  |              |              |              |              |
|  |                                         |                                         |                          |                          | O2 Sounders de Seattle | O2 Sounders de Seattle | 2                          | 2                          |                            |                            |  |  |                       |                       |                       |                       |  |  |              |              |              |              |
|  |                                         |                                         | O3 Real Salt Lake        | O3 Real Salt Lake        | 0                      | 0                      |                            |                            |                            |                            |  |  |                       |                       |                       |                       |  |  |              |              |              |              |
|  | O3 Real Salt Lake                       | O3 Real Salt Lake                       | O3 Real Salt Lake        | O3 Real Salt Lake        | 0                      | 0                      | 2                          | 2                          |                            |                            |  |  |                       |                       |                       |                       |  |  |              |              |              |              |
|  | O3 Real Salt Lake                       | O3 Real Salt Lake                       |                          |                          |                        |                        |                            | 2                          |                            |                            |  |  |                       |                       |                       |                       |  |  |              |              |              |              |
|  | O6 Timbers de Portland                  | O6 Timbers de Portland                  | 1                        | 1                        |                        |                        |                            |                            |                            |                            |  |  |                       |                       |                       |                       |  |  |              |              |              |              |
|  | O6 Timbers de Portland                  | O6 Timbers de Portland                  | 1                        | 1                        |                        |                        |                            |                            |                            |                            |  |  |                       |                       |                       |                       |  |  |              |              |              |              |
|  |                                         |                                         |                          |                          |                        |                        |                            |                            |                            |                            |  |  |                       |                       |                       |                       |  |  |              |              |              |              |

#### Conférence Ouest

##### Premier tour
| 19 octobre 2019 | Sounders de Seattle                                 | 4 - 3 a. p. | FC Dallas                                                                     | CenturyLink Field, Seattle                    |                                               |
| 12:30 PDT       | Ruidíaz 18e · Morris 22e · Morris 74e · Morris 113e | (2 - 1)     | 25e Acosta · 39e Cannon · 44e Cannon · 64e Hedges · 82e Acosta · 88e González | Spectateurs : 37 722 Arbitrage : Nima Saghafi | Spectateurs : 37 722 Arbitrage : Nima Saghafi |
| 12:30 PDT       | Rapport                                             |             |                                                                               | Spectateurs : 37 722 Arbitrage : Nima Saghafi | Spectateurs : 37 722 Arbitrage : Nima Saghafi |

| 19 octobre 2019 | Real Salt Lake                                             | 2 - 1   | Timbers de Portland       | Rio Tinto Stadium, Sandy                       |                                                |
| 20h00 MDT       | Kreilach 28e · Savarino 44e · Beckerman 57e · Savarino 87e | (1 - 1) | 39e Blanco · 47e Asprilla | Spectateurs : 17 452 Arbitrage : Ismail Elfath | Spectateurs : 17 452 Arbitrage : Ismail Elfath |
| 20h00 MDT       | Rapport                                                    |         |                           | Spectateurs : 17 452 Arbitrage : Ismail Elfath | Spectateurs : 17 452 Arbitrage : Ismail Elfath |

| 20 octobre 2019 | Minnesota United        | 1 - 2   | Galaxy de Los Angeles                                                          | Allianz Field, Saint Paul                  |                                            |
| 19:30 CDT       | Alosno 80e · Greguš 87e | (0 - 0) | 33e Polenta · 44e González · 71e Lletget · 75e dos Santos · 90+1e Alessandrini | Spectateurs : 19 939 Arbitrage : Ted Unkel | Spectateurs : 19 939 Arbitrage : Ted Unkel |
| 19:30 CDT       | Rapport                 |         |                                                                                | Spectateurs : 19 939 Arbitrage : Ted Unkel | Spectateurs : 19 939 Arbitrage : Ted Unkel |

##### Demi-finales
| 23 octobre 2019 | Sounders de Seattle                      | 2 - 0   | Real Salt Lake        | CenturyLink Field, Seattle                  |                                             |
| 19:00 PDT       | Svensson 64e · Lodeiro 81e · Lodeiro 82e | (0 - 0) | 28e Onuoha · 83e Luiz | Spectateurs : 37 722 Arbitrage : Alan Kelly | Spectateurs : 37 722 Arbitrage : Alan Kelly |
| 19:00 PDT       | Rapport                                  |         |                       | Spectateurs : 37 722 Arbitrage : Alan Kelly | Spectateurs : 37 722 Arbitrage : Alan Kelly |

| 24 octobre 2019 | Los Angeles FC                                                | 5 - 3   | Galaxy de Los Angeles                                                                          | Banc of California Stadium, Los Angeles      |                                              |
| 19:30 PDT       | Vela 16e · Vela 40e · Rossi 66e · Diomande 68e · Diomande 80e | (2 - 1) | 27e Kitchen · 41e Pavón · 55e Ibrahimović · 77e Feltscher · 86e Ibrahimović · 89e Alessandrini | Spectateurs : 22 902 Arbitrage : Kevin Stott | Spectateurs : 22 902 Arbitrage : Kevin Stott |
| 19:30 PDT       | Rapport                                                       |         |                                                                                                | Spectateurs : 22 902 Arbitrage : Kevin Stott | Spectateurs : 22 902 Arbitrage : Kevin Stott |

##### Finale
| 29 octobre 2019 | Los Angeles FC | 1 - 3   | Sounders de Seattle                                                | Banc of California Stadium, Los Angeles       |                                               |
| 19:00 PDT       | Atuesta 17e    | (1 - 2) | 22e Ruidíaz · 26e Lodeiro · 64e Ruidíaz · 81e Leerdam · 90+3e Tolo | Spectateurs : 22 099 Arbitrage : Jair Marrufo | Spectateurs : 22 099 Arbitrage : Jair Marrufo |
| 19:00 PDT       | Rapport        |         |                                                                    | Spectateurs : 22 099 Arbitrage : Jair Marrufo | Spectateurs : 22 099 Arbitrage : Jair Marrufo |

#### Conférence Est

##### Premier tour
| 19 octobre 2019 | Atlanta United                                                          | 1 - 0   | Revolution de la Nouvelle-Angleterre | Mercedes-Benz Stadium, Atlanta               |                                              |
| 13h00 EDT       | Josef Martínez 43e · González Pirez 53e · Larentowicz 58e · Escobar 70e | (0 - 0) | 42e Zahibo · 76e Delamea Mlinar      | Spectateurs : 66 114 Arbitrage : Kevin Stott | Spectateurs : 66 114 Arbitrage : Kevin Stott |
| 13h00 EDT       | Rapport                                                                 |         |                                      | Spectateurs : 66 114 Arbitrage : Kevin Stott | Spectateurs : 66 114 Arbitrage : Kevin Stott |

| 19 octobre 2019 | Toronto FC                                                                                                   | 5 - 1 a. p.           | D.C. United                                               | BMO Field, Toronto                             |                                                |
| 18h00 EDT       | Delgado 32e · Osorio 40e · Delgado 72e · Laryea 93e · Osorio 95e · Morrow 102e · Osorio 103e · DeLeon 105+1e | (1 - 0, 1 - 1, 5 - 1) | 90+3e Rodríguez · 109e Jara · 112e Arriola · 118e Arriola | Spectateurs : 25 331 Arbitrage : Allen Chapman | Spectateurs : 25 331 Arbitrage : Allen Chapman |
| 18h00 EDT       | Rapport |                       |                                                           | Spectateurs : 25 331 Arbitrage : Allen Chapman | Spectateurs : 25 331 Arbitrage : Allen Chapman |

| 20 octobre 2019 | Union de Philadelphie                                                                             | 4 - 3 a. p.           | Red Bulls de New York                                                | Talen Energy Stadium, Chester                |                                              |
| 15h00 EDT       | Bedoya 30e · Monteiro 36e · Elliott 52e · Bedoya 28e · Picault 78e · Fabián 105+1e · Ilsinho 108e | (1 - 3, 3 - 3, 4 - 3) | 6e Sims · 24e Parker · 45+4e Barlow · 107e Parker · 114e Cásseres Jr | Spectateurs : 18 530 Arbitrage : Chris Penso | Spectateurs : 18 530 Arbitrage : Chris Penso |
| 15h00 EDT       | Rapport                                                                                           |                       |                                                                      | Spectateurs : 18 530 Arbitrage : Chris Penso | Spectateurs : 18 530 Arbitrage : Chris Penso |

##### Demi-finales
| 23 octobre 2019 | New York City FC                 | 1 - 2   | Toronto FC                                                 | Citi Field, New York                          |                                               |
| 19h00 EDT       | Mitrita 30e · Tajouri-Shradi 69e | (0 - 0) | 21e Ciman · 47e Pozuelo · 77e Bradley · 90e (pen.) Pozuelo | Spectateurs : 19 829 Arbitrage : Jair Marrufo | Spectateurs : 19 829 Arbitrage : Jair Marrufo |
| 19h00 EDT       | Rapport                          |         |                                                            | Spectateurs : 19 829 Arbitrage : Jair Marrufo | Spectateurs : 19 829 Arbitrage : Jair Marrufo |

| 24 octobre 2019 | Atlanta United                                               | 2 - 0   | Union de Philadelphie   | Mercedes-Benz Stadium, Atlanta                 |                                                |
| 19h30 EDT       | Gressel 10e · Gressel 38e · Josef Martínez 80e · Escobar 87e | (1 - 0) | 34e Bedoya · 74e Wagner | Spectateurs : 41 507 Arbitrage : Ismail Elfath | Spectateurs : 41 507 Arbitrage : Ismail Elfath |
| 19h30 EDT       | Rapport                                                      |         |                         | Spectateurs : 41 507 Arbitrage : Ismail Elfath | Spectateurs : 41 507 Arbitrage : Ismail Elfath |

##### Finale
| 30 octobre 2019 | Atlanta United | 1 - 2   | Toronto FC                                                      | Mercedes-Benz Stadium, Atlanta              |                                             |
| 20h00 EDT       | Gressel 4e     | (1 - 1) | 9e Bradley · 14e Benezet · 61e Osorio · 70e DeLeon · 78e DeLeon | Spectateurs : 44 055 Arbitrage : Alan Kelly | Spectateurs : 44 055 Arbitrage : Alan Kelly |
| 20h00 EDT       | Rapport        |         |                                                                 | Spectateurs : 44 055 Arbitrage : Alan Kelly | Spectateurs : 44 055 Arbitrage : Alan Kelly |

#### Finale MLS
| 10 novembre 2019 | Sounders de Seattle                                              | 3 - 1 | Toronto FC                   | CenturyLink Field, Seattle                     |                                                |
| 15h00 EST        | Leerdam 57e · Víctor Rodríguez 76e · Ruidíaz 90e · Ruidíaz 90+1e | (0-0) | 72e Pozuelo · 90+3e Altidore | Spectateurs : 69 274 Arbitrage : Allen Chapman | Spectateurs : 69 274 Arbitrage : Allen Chapman |
| 15h00 EST        | Rapport                                                          |       |                              | Spectateurs : 69 274 Arbitrage : Allen Chapman | Spectateurs : 69 274 Arbitrage : Allen Chapman |

## Statistiques individuelles
| Rang | Joueur                | Club                    | Buts | Passes |
| ---- | --------------------- | ----------------------- | ---- | ------ |
| 1    | Carlos Vela           | Los Angeles FC          | 34   | 15     |
| 2    | Zlatan Ibrahimović    | Galaxy de Los Angeles   | 30   | 7      |
| 3    | Josef Martínez Mencia | Atlanta United          | 27   | 4      |
| 4    | Diego Rossi           | Los Angeles FC          | 16   | 7      |
| 5    | Héber                 | New York City FC        | 15   | 4      |
| 6    | Kacper Przybyłko      | Union de Philadelphie   | 15   | 4      |
| 7    | Chris Wondolowski     | Earthquakes de San José | 15   | 2      |
| 8    | Kei Kamara            | Rapids du Colorado      | 14   | 1      |
| 9    | Mauro Manotas         | Dynamo de Houston       | 13   | 8      |
| 10   | Gyasi Zardes          | Crew de Columbus        | 13   | 2      |
| 11   | C. J. Sapong          | Fire de Chicago         | 13   | 2      |

| Rang | Joueur              | Club                                 | Passes |
| ---- | ------------------- | ------------------------------------ | ------ |
| 1    | Maximiliano Moralez | New York City FC                     | 20     |
| 2    | Diego Valeri        | Timbers de Portland                  | 16     |
| 3    | Michael Barrios     | FC Dallas                            | 15     |
| 3    | Carlos Vela         | Los Angeles FC                       | 15     |
| 5    | Carles Gil          | Revolution de la Nouvelle-Angleterre | 14     |
| 6    | Cristian Espinoza   | Earthquakes de San José              | 13     |
| 7    | Nicolás Gaitán      | Fire de Chicago                      | 12     |
| 7    | Ján Greguš          | Minnesota United                     | 12     |
| 7    | Julian Gressel      | Atlanta United                       | 12     |
| 7    | Nicolás Lodeiro     | Sounders de Seattle                  | 12     |
| 7    | Alejandro Pozuelo   | Toronto FC                           | 12     |

## Récompenses individuelles

### Récompenses annuelles
| Trophée                            | Joueur            | Club                                 |
| ---------------------------------- | ----------------- | ------------------------------------ |
| Meilleur joueur (saison régulière) | Carlos Vela       | Los Angeles FC                       |
| Meilleur joueur (finale MLS)       | Víctor Rodríguez  | Sounders FC de Seattle               |
| Meilleur buteur                    | Carlos Vela       | Los Angeles FC                       |
| Meilleur défenseur                 | Ike Opara         | Minnesota United                     |
| Meilleur gardien                   | Vito Mannone      | Minnesota United                     |
| Meilleur recrue                    | Andre Shinyashiki | Rapids du Colorado                   |
| Meilleur entraîneur                | Bob Bradley       | Los Angeles FC                       |
| Meilleur come-back                 | Jordan Morris     | Sounders FC de Seattle               |
| Meilleur nouveau venu              | Carles Gil        | Revolution de la Nouvelle-Angleterre |
| Meilleur arbitre                   | Allen Chapman     |                                      |
| Meilleur but                       | Josef Martínez    | Atlanta United                       |
| Meilleur arrêt                     | Nick Rimando      | Real Salt Lake                       |
| Action humanitaire de l'année      | Matt Lampson      | Galaxy de Los Angeles                |

### Récompenses mensuelles

#### Joueur du mois
| Mois      |                     |                         |          |
| Mois      | Joueur              | Club                    | Lien     |
| --------- | ------------------- | ----------------------- | -------- |
| Mars      | Carlos Vela         | Los Angeles FC          | 5M 6B 3P |
| Avril     | Carlos Vela         | Los Angeles FC          | 5M 5B 2P |
| Mai       | Chris Wondolowski   | Earthquakes de San José | 2M 6B    |
| Juin      | Maximiliano Moralez | New York City FC        | 3M 3B 6P |
| Juillet   | Josef Martínez      | Atlanta United          | 5M 7B    |
| Août      | Josef Martínez      | Atlanta United          | 5M 6B    |
| Septembre | Carlos Vela         | Los Angeles FC          | 4M 4B    |

M=Matchs; B=Buts; P=Passes décisives

### Récompenses hebdomadaires

#### Joueur de la semaine
| Semaine    | Joueur             | Équipe                  | Lien          |
| ---------- | ------------------ | ----------------------- | ------------- |
| Semaine 1  | Jordan Morris      | Sounders de Seattle     | 2B            |
| Semaine 2  | Carlos Vela        | Los Angeles FC          | 1B 2P         |
| Semaine 3  | Wayne Rooney       | D.C. United             | 3B 1P         |
| Semaine 4  | David Accam        | Union de Philadelphie   | 2B 1P         |
| Semaine 5  | Carlos Vela        | Los Angeles FC          | 3B 1P         |
| Semaine 6  | Diego Rossi        | Los Angeles FC          | 3B            |
| Semaine 7  | Ezequiel Barco     | Atlanta United          | 2B            |
| Semaine 8  | Alejandro Pozuelo  | Toronto FC              | 2B 1P         |
| Semaine 9  | Evan Bush          | Impact de Montréal      | 2M 2V 2CS     |
| Semaine 10 | Ezequiel Barco     | Atlanta United FC       | 1B 1P         |
| Semaine 11 | Nicolás Gaitán     | Fire de Chicago         | 2M 2B 2P      |
| Semaine 12 | Chris Wondolowski  | Earthquakes de San José | 4B            |
| Semaine 13 | Johnny Russell     | Sporting de Kansas City | 3B            |
| Semaine 14 | Josef Martínez     | Atlanta United FC       | 2M 4B         |
| Semaine 15 | Ilsinho            | Union de Philadelphie   | 2B dont BV 1P |
| Semaine 16 | Diego Valeri       | Timbers de Portland     | 1B 2P         |
| Semaine 17 | Valeri Qazaishvili | Earthquakes de San José | 2 M 3B 1P     |
| Semaine 18 | Carlos Vela        | Los Angeles FC          | 2M 3B 2P      |
| Semaine 19 | Jefferson Savarino | Real Salt Lake          | 2B 1P         |
| Semaine 20 | Zlatan Ibrahimović | Galaxy de Los Angeles   | 3B            |
| Semaine 21 | Lassi Lappalainen  | Impact de Montréal      | 2B            |
| Semaine 22 | Alejandro Bedoya   | Union de Philadelphie   | 1B            |
| Semaine 23 | Josef Martínez     | Atlanta United          | 2B            |
| Semaine 24 | Zlatan Ibrahimović | Galaxy de Los Angeles   | 2M 4B         |
| Semaine 25 | Carlos Vela        | Los Angeles FC          | 2M 3B         |
| Semaine 26 | Mason Toye         | Minnesota United        | 2B            |
| Semaine 27 | Andre Shinyashiki  | Rapids du Colorado      | 2B            |
| Semaine 28 | Zlatan Ibrahimović | Galaxy de Los Angeles   | 3B            |
| Semaine 29 | Josef Martínez     | Atlanta United          | 2M 2B         |
| Semaine 30 | Carlos Vela        | Los Angeles FC          | 2M 2B         |
| Semaine 31 | Carlos Vela        | Los Angeles FC          | 3B            |

B=Buts; P=Passe; BV=But Vainqueur; A=Arrêts; CS=Clean Sheet; V=Victoire; M=Matchs

#### But de la semaine
| Semaine    | Joueur             | Équipe                  |
| ---------- | ------------------ | ----------------------- |
| Semaine 1  | Andre Shinyashiki  | Rapids du Colorado      |
| Semaine 2  | Memo Rodríguez     | Dynamo de Houston       |
| Semaine 3  | Allan Cruz         | FC Cincinnati           |
| Semaine 4  | Kekuta Manneh      | FC Cincinnati           |
| Semaine 5  | Alejandro Pozuelo  | Toronto FC              |
| Semaine 6  | Nicolás Lodeiro    | Sounders de Seattle     |
| Semaine 7  | Ezequiel Barco     | Atlanta United FC       |
| Semaine 8  | Alejandro Pozuelo  | Toronto FC              |
| Semaine 9  | Bill Tuiloma       | Timbers de Portland     |
| Semaine 10 | Ezequiel Barco     | Atlanta United FC       |
| Semaine 11 | Pity Martínez      | Atlanta United FC       |
| Semaine 12 | Sebastian Saucedo  | Real Salt Lake          |
| Semaine 13 | Jefferson Savarino | Real Salt Lake          |
| Semaine 14 | Haris Medunjanin   | Union de Philadelphie   |
| Semaine 15 | Jordan Hamilton    | Toronto FC              |
| Semaine 16 | Yordy Reyna        | Whitecaps de Vancouver  |
| Semaine 17 | Orji Okwonkwo      | Impact de Montréal      |
| Semaine 18 | Ebenezer Ofori     | New York City FC        |
| Semaine 19 | Raúl Ruidíaz       | Sounders de Seattle     |
| Semaine 20 | Zlatan Ibrahimović | Galaxy de Los Angeles   |
| Semaine 21 | Jordan Morris      | Sounders de Seattle     |
| Semaine 22 | Albert Rusnák      | Real Salt Lake          |
| Semaine 23 | Theo Bair          | Whitecaps de Vancouver  |
| Semaine 24 | Josef Martínez     | Atlanta United          |
| Semaine 25 | Carlos Vela        | Los Angeles FC          |
| Semaine 26 | Josef Martínez     | Atlanta United          |
| Semaine 27 | Benny Feilhaber    | Sporting de Kansas City |
| Semaine 28 | Nicolás Lodeiro    | Sounders de Seattle     |
| Semaine 29 | Josef Martínez     | Atlanta United          |
| Semaine 30 | Julian Gressel     | Atlanta United          |
| Semaine 31 | Julian Gressel     | Atlanta United          |

## Bilan
| Championnat des États-Unis de football 2019 |                                |
| Champion                                    | Sounders de Seattle (2e titre) |
| Dauphin                                     | Toronto FC                     |
| Séries (demi-finales de conférence)         | Los Angeles FC                 |
| Séries (demi-finales de conférence)         | New York City FC               |
| Séries (demi-finales de conférence)         | Atlanta United                 |
| Séries (demi-finales de conférence)         | Sounders de Seattle            |
| Séries (demi-finales de conférence)         | Union de Philadelphie          |
| Séries (demi-finales de conférence)         | Real Salt Lake                 |
| Séries (demi-finales de conférence)         | Galaxy de Los Angeles          |
| Séries (demi-finales de conférence)         | Toronto FC                     |
| Coupes et trophées                          |                                |
| Vainqueur de la Coupe des États-Unis 2019   | Atlanta United                 |
| Qualifications continentales                |                                |
| Ligue des champions de la CONCACAF 2020     | Sounders de Seattle            |
| Ligue des champions de la CONCACAF 2020     | Los Angeles FC                 |
| Ligue des champions de la CONCACAF 2020     | Atlanta United                 |
| Ligue des champions de la CONCACAF 2020     | New York City FC               |